# 尚明
尚明（1915年11月—2009年2月22日），河南商丘柘城县岗王乡济渎池村人，金融专家，曾任中国人民银行副行长（1980年12月－1992年）和中国人民保险公司首任董事长（1983年4月－1984年）。

## 简历
1938年4月加入中共；1941年，进入西北财经办事处工作；1944年，进入中共中央财政经济部金融财政科工作，研究国统区货币和解放区边币；新中国成立后，任中国人民银行货币发行处处长，中国人民银行天津分行副行长兼中国银行天津分行经理。1950年任中国人民银行总行国外业务管理局局长、办公厅主任；1959年5月，被打成“右派”的他被发放到山东德州烧窑，不久又去内蒙古干农活，后来任中国人民银行办公厅主任；1968年，被下放到河南信阳五七干校。1970年春夏之交，返回北京，1972年任中国人民银行计划局局长；1980年8月得到平反。1980年12月，任中国人民银行副行长；1983年4月兼任中国人民保险公司首任董事长，后升任中国人民银行常务副行长。1992年到2002年，任国家金融发展教育基金会会长。2009年2月22日在北京逝世，享年94岁。
1987年当选第七届全国政协委员。